# Говкра
Говкра — село (аул) в Лакском районе Дагестана. Входит в состав сельского поселения «Сельсовет „Шовкринский“».

## География
Село расположено на левом берегу реки Казикумухское Койсу (бассейн реки Каракойсу), в 4 км к югу от районного центра — села Кумух.

## Население
| 1895 | 1926 | 1939 | 1970 | 1989 | 2002 | 2010 |
| ---- | ---- | ---- | ---- | ---- | ---- | ---- |
| 276  | ↘204 | ↘202 | ↘48  | ↘45  | ↗63  | ↗73  |
| 2021 |      |      |      |      |      |      |
| ↗84  |      |      |      |      |      |      |

## Известные уроженцы
Курбанова, Салимат Буттаевна — народная поэтесса